# Ingrid Eiken Holmgren
Ingrid Helen Eiken, född Klering 4 maj 1962, är en svensk ämbetsman och direktör. Hon var VD för Mäklarsamfundet 2012–2018 och generaldirektör för Statens fastighetsverk 2018–2024.
Eiken är utbildad nationalekonom vid Stockholms universitet. Hon har tidigare arbetat i Regeringskansliet som tjänsteman och bland annat varit statssekreterare (M) hos Lena Adelsohn Liljeroth på Kulturdepartementet från den 21 december 2006. Hon avgick från denna befattning 2011.
Sedan 2014 är Ingrid Eiken ordförande i Hemnet. Ingrid Eiken sitter även i styrelsen för Stockholms Stadsmission, Insuresec AB och Mäklarsamfundet System i Sverige AB.
Hon var gift med Odd Eiken under åren 1993–2015 och de har tre söner. I mitten av 1980-talet hade hon ett förhållande med Olof Palmes son Mårten Palme. Den 28 februari 1986 gick hon på bio med Mårten Palme och hans föräldrar, strax innan Olof Palme mördades. 